# Eurotiomycetes
Eurotiomycetes es una clase de hongos de la subdivisión Pezizomycotina que anteriormente se clasificaban en Plectomycetes. 
Incluye mohos notables como Penicillium y Aspergillus, hongos patógenos causantes de dermatofitosis o tiñas como el pie de atleta, líquenes, algunas levaduras y algunos hongos terrestres capaces de formar ascocarpos similares a las trufas.

## Ecología y características
Los eurotiomicetos son un grupo ecológicamente muy diverso. Las especies viven como saprótrofos, líquenes o parásitos especialmente de animales. Incluye formas con cuerpos fructíferos, mohos, levaduras y formas dimorficas es decir con un estado de levadura y filamentoso.

## Importancia económica
Miembros como Penicillium y Aspergillus se utilizan económicamente ya que forman sustancias secundarias tóxicas utilizables, como antibióticos (penicilina) o ácido cítrico, que se utilizan para producir alimentos o enzimas. Aspergillus es un organismo modelo usado en genética.

## Sistemática y filogenia
Eurotiomycetes es una clase monofilética, su grupo hermano son los líquenes de la clase Lecanoromycetes.
La clase incluye siete órdenes que se dividen en tres subclases:
- Subclase Chaetothyriomycetidae
  - Orden Chaetothyriales
  - Orden Pyrenulales
  - Orden Verrucariales
- Subclase Eurotiomycetidae
  - Orden Coryneliales
  - Orden Eurotiales
  - Orden Onygenales
- Subclase Mycocaliciomycetidae
  - Orden Mycocaliciales

A continuación se muestra las posibles relaciones filogenéticas de los órdenes incluidos:

|  | \| \| Chaetothyriales \| \| \| \| \| \| Verrucariales \| \| \| \| |
|  |                                                                   |
|  | Pyrenulales                                                       |
|  |                                                                   |
|  | Chaetothyriales                                                   |
|  |                                                                   |
|  | Verrucariales                                                     |
|  |                                                                   |

|  | Chaetothyriales |
|  |                 |
|  | Verrucariales   |
|  |                 |

|  | \| \| Onygenales \| \| \| \| \| \| Eurotiales \| \| \| \| |
|  |                                                           |
|  | Coryneliales                                              |
|  |                                                           |
|  | Onygenales                                                |
|  |                                                           |
|  | Eurotiales                                                |
|  |                                                           |

|  | Onygenales |
|  |            |
|  | Eurotiales |
|  |            |

|  | \| \| Chaetothyriales \| \| \| \| \| \| Verrucariales \| \| \| \| |
|  |                                                                   |
|  | Pyrenulales                                                       |
|  |                                                                   |
|  | Chaetothyriales                                                   |
|  |                                                                   |
|  | Verrucariales                                                     |
|  |                                                                   |

|  | Chaetothyriales |
|  |                 |
|  | Verrucariales   |
|  |                 |

|  | \| \| Onygenales \| \| \| \| \| \| Eurotiales \| \| \| \| |
|  |                                                           |
|  | Coryneliales                                              |
|  |                                                           |
|  | Onygenales                                                |
|  |                                                           |
|  | Eurotiales                                                |
|  |                                                           |

|  | Onygenales |
|  |            |
|  | Eurotiales |
|  |            |

|  | \| \| Chaetothyriales \| \| \| \| \| \| Verrucariales \| \| \| \| |
|  |                                                                   |
|  | Pyrenulales                                                       |
|  |                                                                   |
|  | Chaetothyriales                                                   |
|  |                                                                   |
|  | Verrucariales                                                     |
|  |                                                                   |

|  | Chaetothyriales |
|  |                 |
|  | Verrucariales   |
|  |                 |

|  | \| \| Onygenales \| \| \| \| \| \| Eurotiales \| \| \| \| |
|  |                                                           |
|  | Coryneliales                                              |
|  |                                                           |
|  | Onygenales                                                |
|  |                                                           |
|  | Eurotiales                                                |
|  |                                                           |

|  | Onygenales |
|  |            |
|  | Eurotiales |
|  |            |

|  | \| \| Chaetothyriales \| \| \| \| \| \| Verrucariales \| \| \| \| |
|  |                                                                   |
|  | Pyrenulales                                                       |
|  |                                                                   |
|  | Chaetothyriales                                                   |
|  |                                                                   |
|  | Verrucariales                                                     |
|  |                                                                   |

|  | Chaetothyriales |
|  |                 |
|  | Verrucariales   |
|  |                 |

|  | \| \| Onygenales \| \| \| \| \| \| Eurotiales \| \| \| \| |
|  |                                                           |
|  | Coryneliales                                              |
|  |                                                           |
|  | Onygenales                                                |
|  |                                                           |
|  | Eurotiales                                                |
|  |                                                           |

|  | Onygenales |
|  |            |
|  | Eurotiales |
|  |            |

## Imágenes
Imagen de cada representante de esta clase:

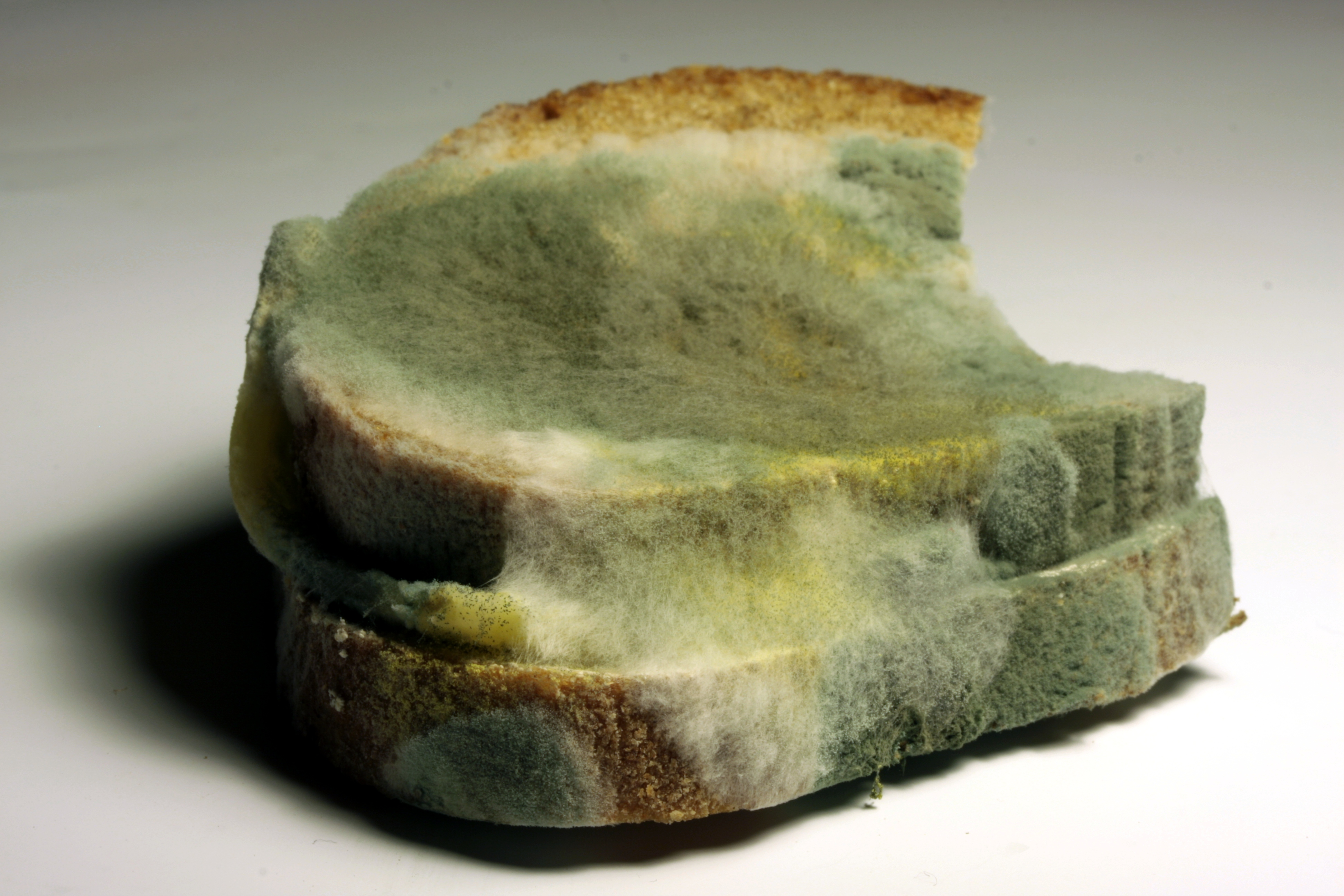
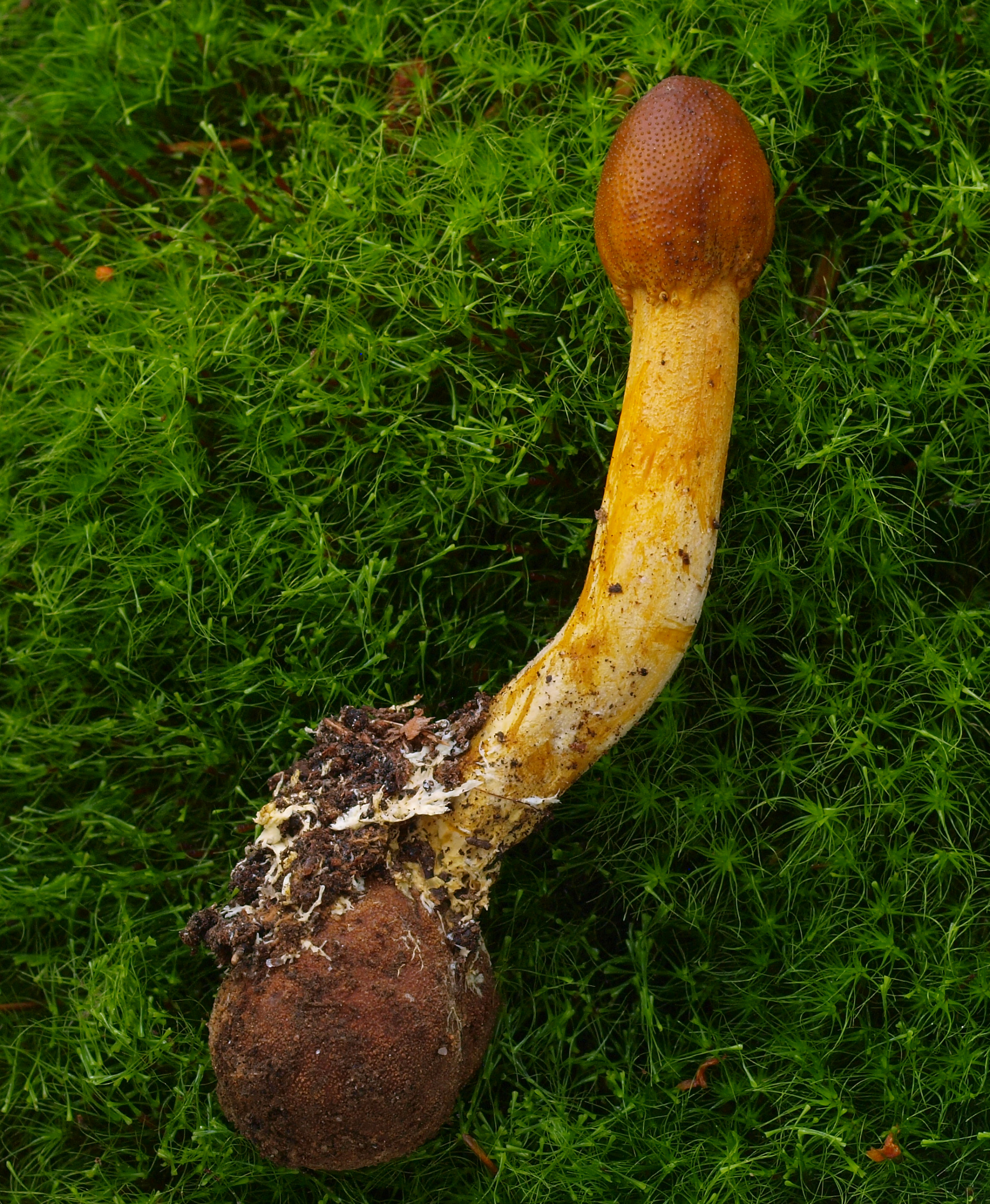
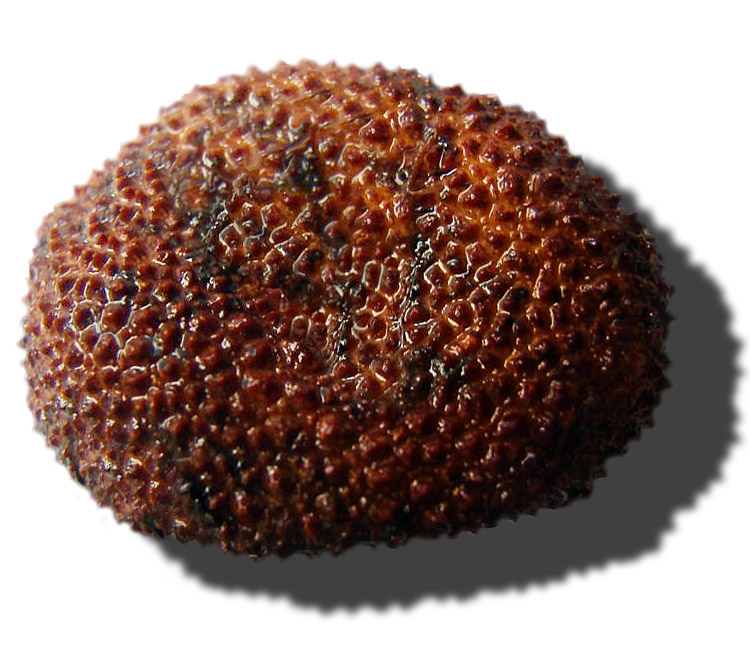
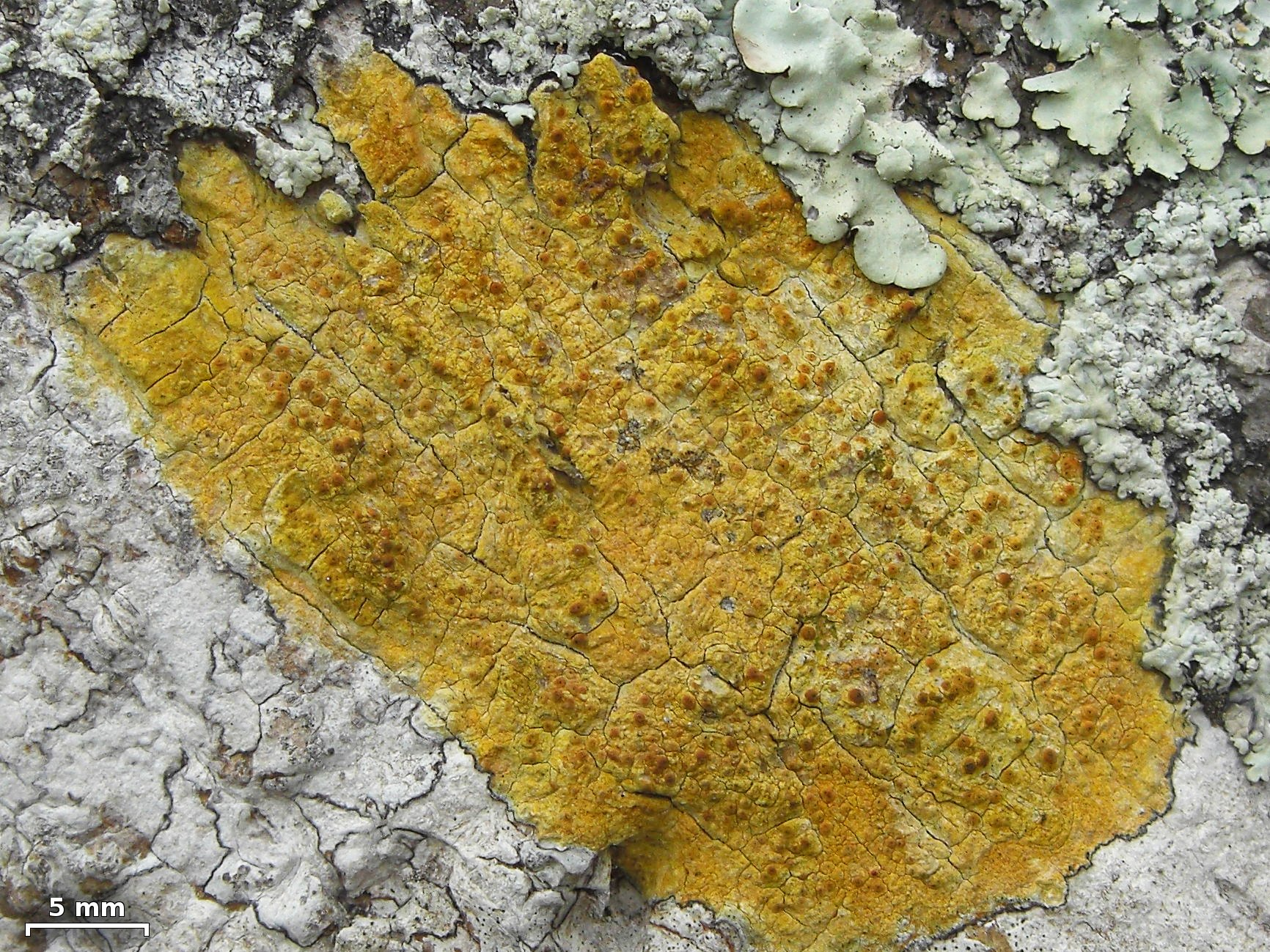
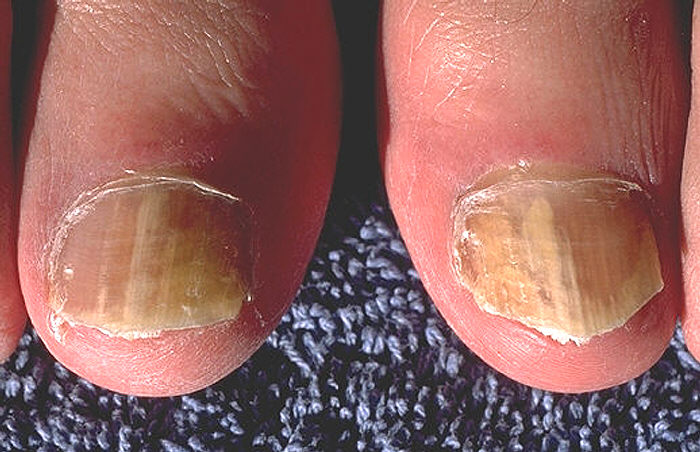
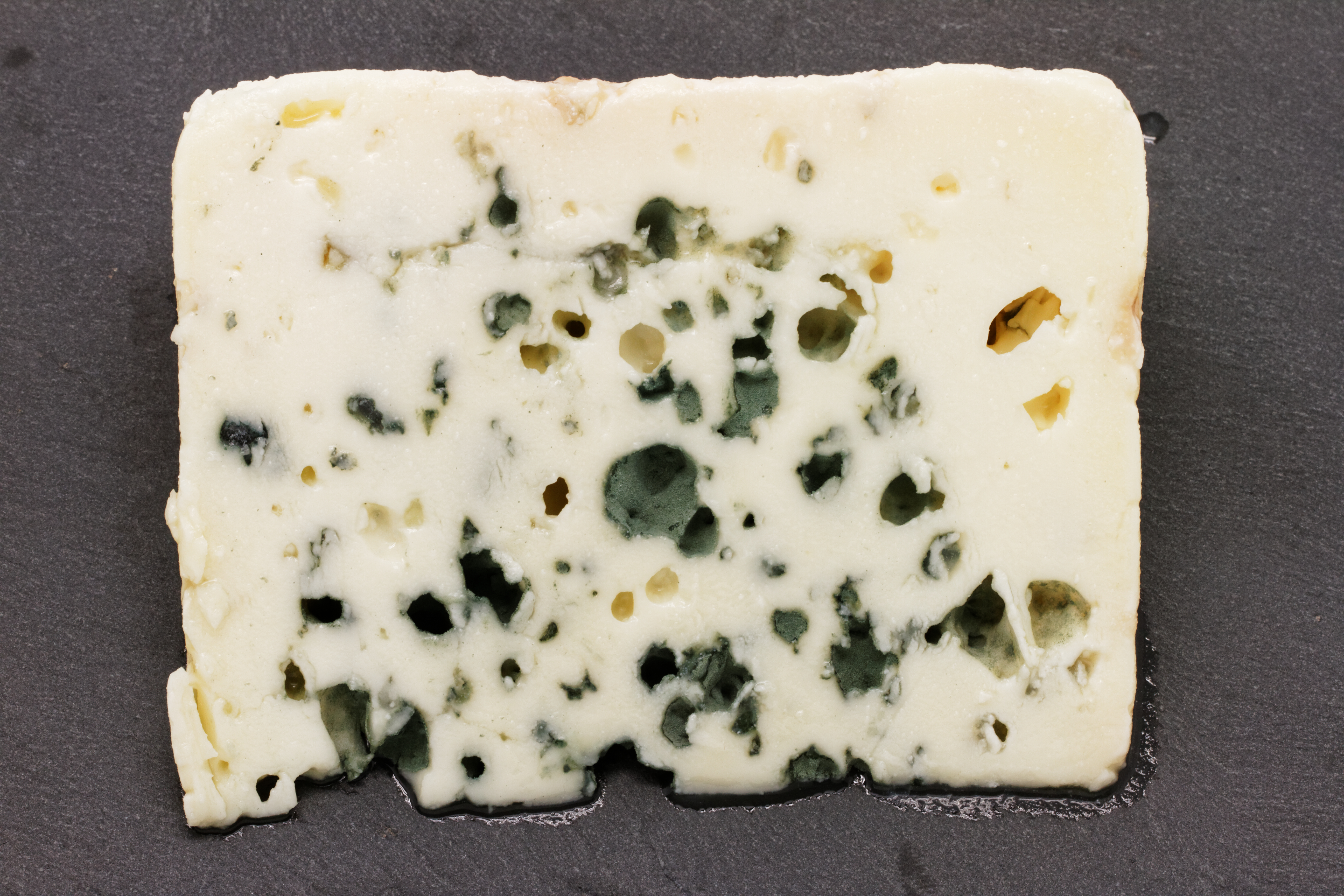
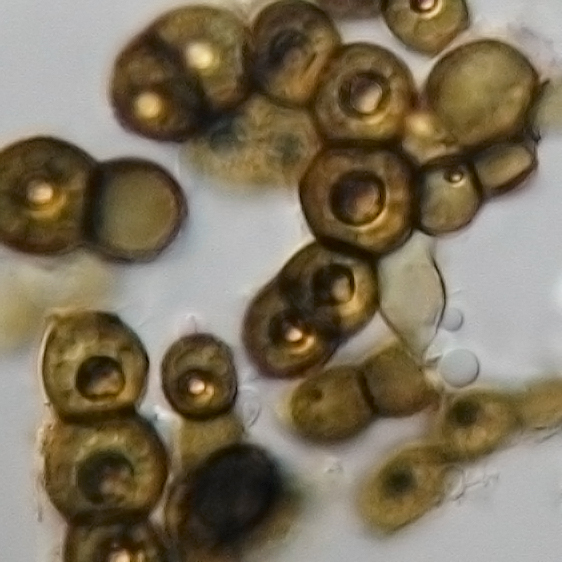
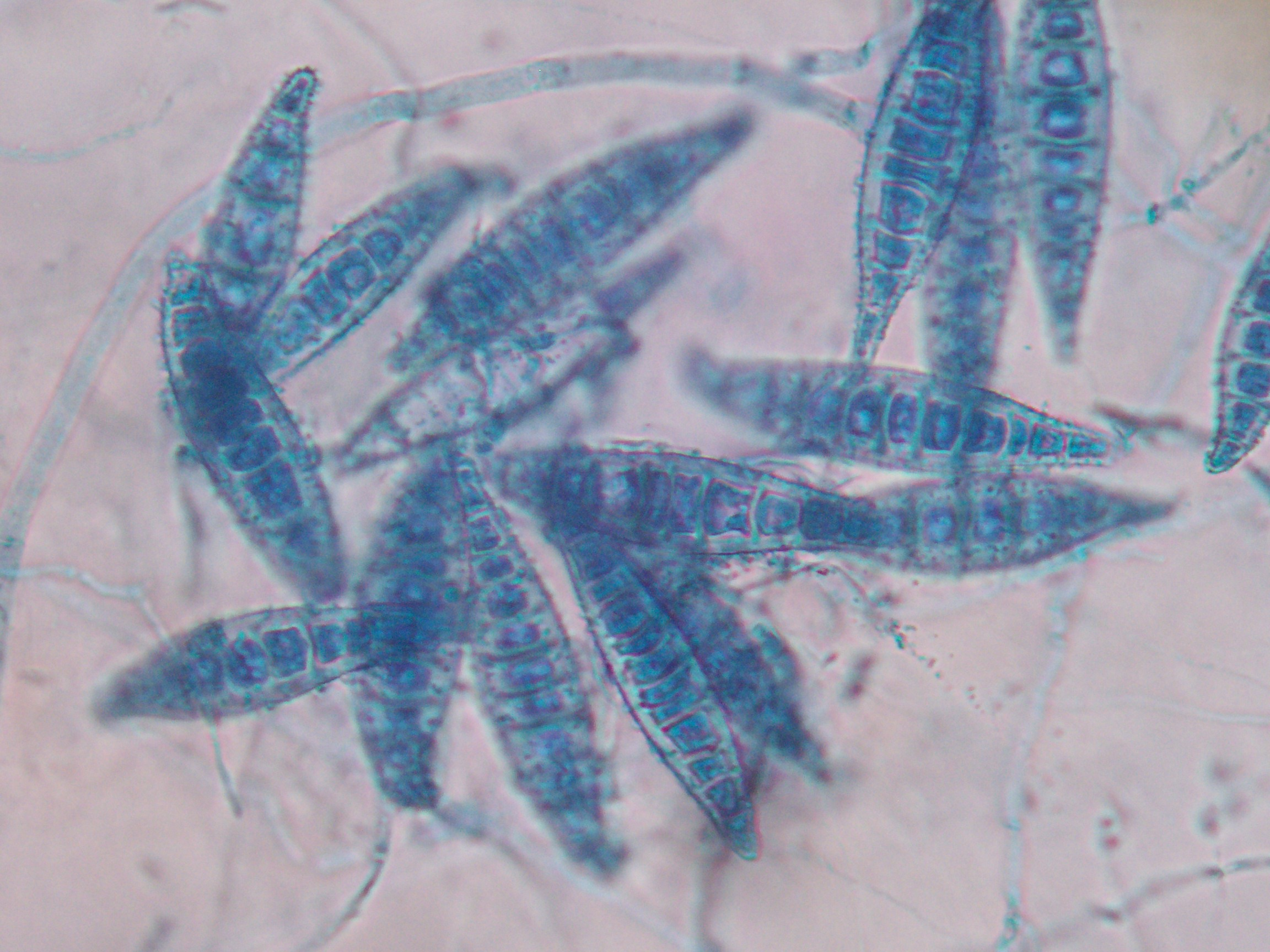
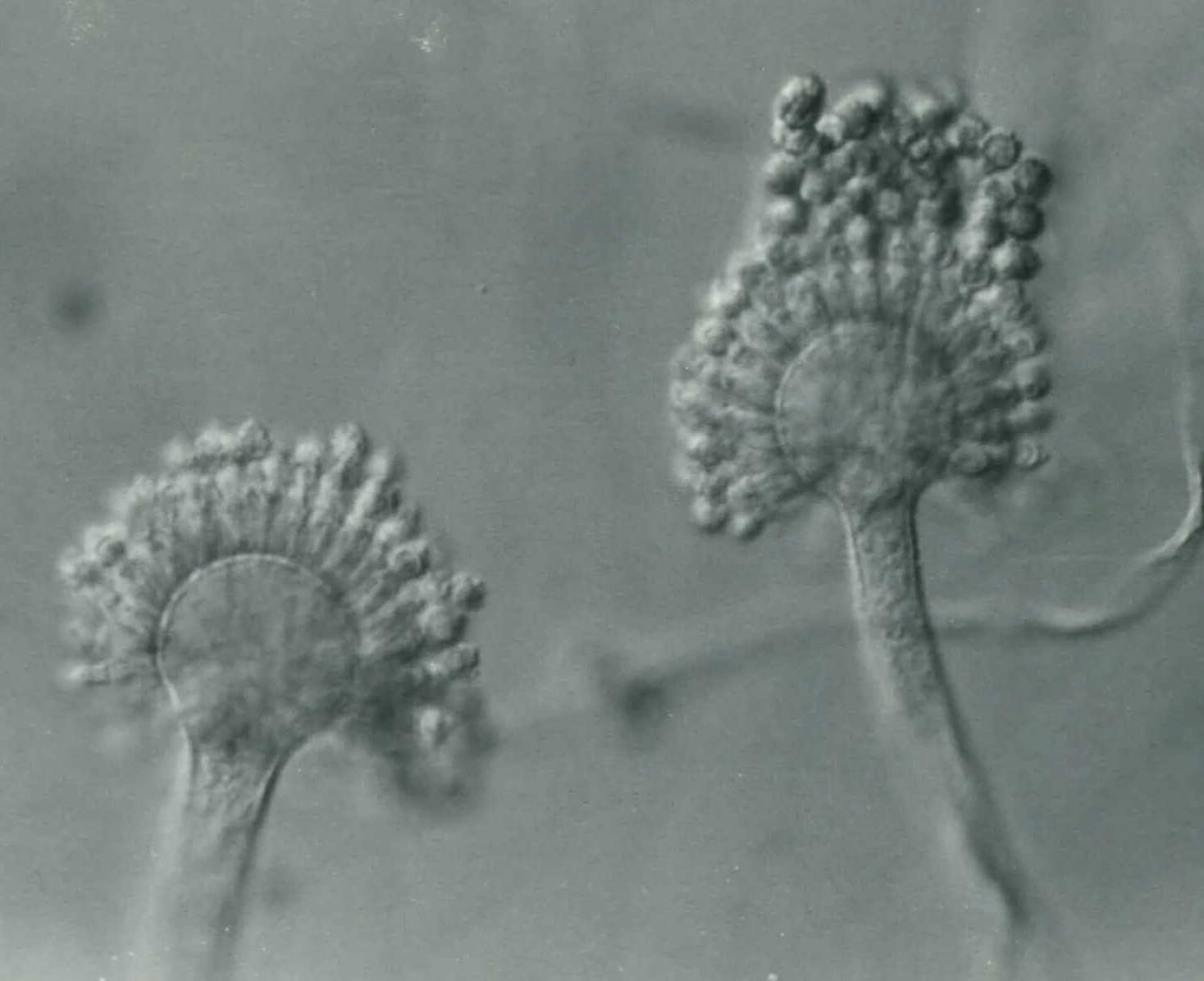
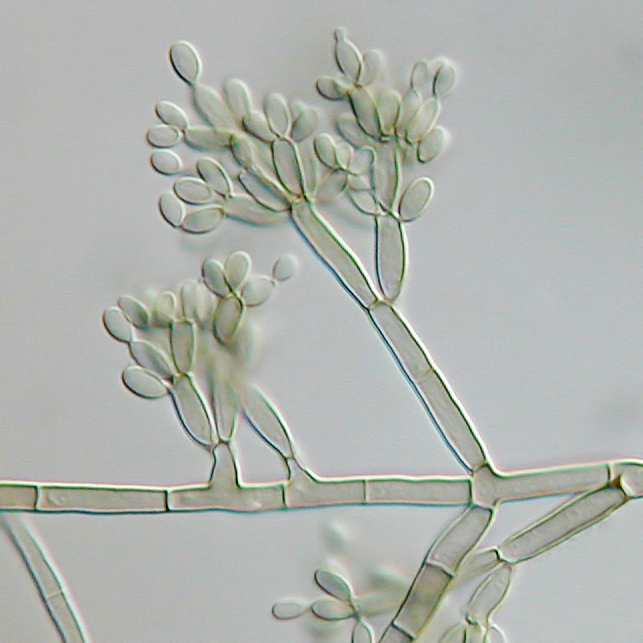
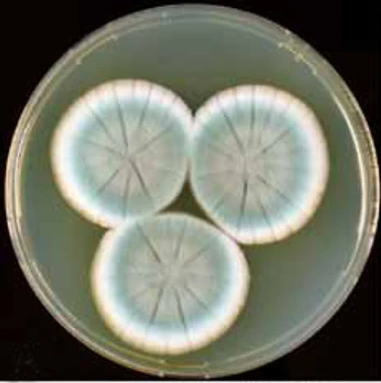